# Глинська сільська рада (Здолбунівський район)
Гли́нська сільська́ ра́да — колишній орган місцевого самоврядування у Здолбунівському районі Рівненської області. Адміністративний центр — село Глинськ.

## Загальні відомості
- Глинська сільська рада утворена в 1939 році.
- Територія ради: 36,848 км²
- Населення ради: 1 834 особи (станом на 2001 рік)
- Територією ради протікає річка Устя.

## Населені пункти
Сільській раді були підпорядковані населені пункти:
- с. Глинськ
- с. Загора
- с. Підцурків

## Склад ради
Рада складалася з 16 депутатів та голови.
- Голова ради: Ольховець Петро Леонтійович
- Секретар ради: Івашин Марія Данилівна

### Керівний склад попередніх скликань
| Прізвище, ім'я, по батькові | Основні відомості                                                        | Дата обрання | Дата звільнення |
| --------------------------- | ------------------------------------------------------------------------ | ------------ | --------------- |
| Гром'як Ірина Йосипівна     | Сільський голова, 1971 року народження, член Української Народної Партії | 26.03.2006   | 31.10.2010      |
| Ольховець Петро Леонтійович | Сільський голова, 1949 року народження, освіта вища, безпартійний        | 31.10.2010   |                 |

Примітка: таблиця складена за даними сайту Верховної Ради України

## Населення
Згідно з переписом УРСР 1989 року чисельність наявного населення сільської ради становила 2528 осіб, з яких 1121 чоловік та 1407 жінок.
За переписом населення України 2001 року в сільській раді мешкало 1826 осіб.

### Мова
Розподіл населення за рідною мовою за даними перепису 2001 року:
| Мова       | Відсоток |
| ---------- | -------- |
| українська | 98,91 %  |
| російська  | 0,82 %   |
| білоруська | 0,16 %   |
| словацька  | 0,11 %   |